# Château épiscopal de Fürstenau
Le château épiscopal de Füstenau, également appelé château inférieur, soit en allemand Bischöfliches Schloss Fürstenau ou Schloss Furstenau Unteres, est une maison forte située sur le territoire de la commune grisonne de Fürstenau, en Suisse.

## Histoire
La construction du château remonte aux environs de l'an 1270, sous la direction de l'évêque de Coire Heinrich von Montfort. Il est mentionné explicitement pour la première fois en 1410, en même temps qu'apparaît le nom de Fürstenau pour le village attenant. Avec l'autre château du village, appelé château de Schauenstein ou château supérieur, il fait alors partie des défenses de la ville. De cette bâtisse originelle ne subsiste que le donjon carré.
Le bâtiment sera agrandi en 1635, puis complètement modifiée entre 1709 et 1711 par Battista Perdotti au nom de l'évêque Ulrich VII von Federspiel. Après sa quasi-destruction par un incendie en 1742, il est reconstruit sous la forme d'une campagne par l'évêque Benedikt von Rost. Transformé en bâtiment laïc dès 1840, il connait plusieurs fonctions dont celle d'hôpital et de reposoir. Partiellement reconstruit en 1983, il est inscrit comme bien culturel d'importance nationale.

## Source de la traduction
- (de) Cet article est partiellement ou en totalité issu de l’article de Wikipédia en allemand intitulé « Bischöfliches Schloss Fürstenau » (voir la liste des auteurs).